# Basilisken
Basilisken (Basiliscus) sind eine Gattung der Familie der Corytophanidae innerhalb der Leguanartigen (Iguania). Sie leben in den tropischen Regenwäldern Lateinamerikas, meist auf Bäumen an Urwaldseen, Flüssen und Bächen. Sie können aber auch in Terrarien gehalten werden.
Die Tiere werden auch Jesus-Christus-Echse genannt, weil sie über das Wasser laufen können. Dies tun sie jedoch nur in Ausnahmefällen, zum Beispiel auf der Flucht vor Feinden. Ermöglicht wird dies durch den Stau von Luft in Mulden unter den Füßen und durch die hohe Geschwindigkeit.

## Beschreibung
Der Helmbasilisk als größter Vertreter wird maximal 90 cm lang (mit dem Schwanz, der bis zu 3/4 der Länge ausmachen kann). Das Körpergewicht der Echsen beträgt ca. 200 bis 500 Gramm.

## Lebensweise
Die Tiere ernähren sich hauptsächlich von Insekten, Schnecken, kleineren Echsen, Fröschen und Fischen, aber auch von Blüten und Früchten.
Basilisken sind in der Lage, sich das ganze Jahr fortzupflanzen. Bis zu acht Mal im Jahr können die Weibchen 20 Eier in den Bodengrund legen. 70 bis 150 Tage dauert es, bis die Jungen schlüpfen, dies ist abhängig von der Temperatur. Ihre Körperlänge bei dem frischen Schlupf beträgt ca. 11 Zentimeter.

## Etymologie

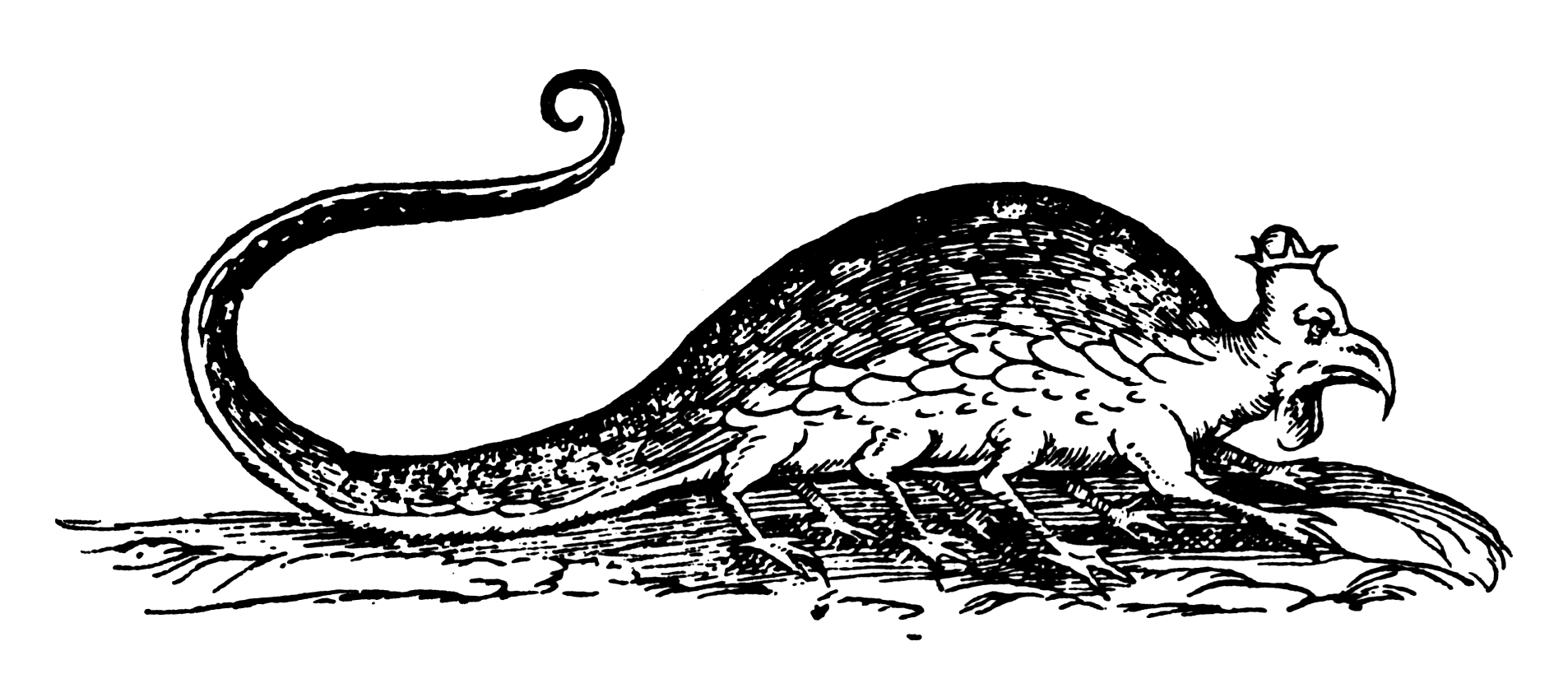
Holzschnitt aus den Serpentum et draconum historiae von Ulisse Aldrovandi (Bologna 1640)

Der Gattungsname Basiliscus nimmt Bezug auf den Basilisken, ein Wesen aus der griechischen Mythologie, das den Oberkörper eines Hahns, der auf dem Kopf eine Krone trägt, und den Hinterleib einer Schlange hat. Die Arten der Gattung der Basilisken sind durch den Kamm auf dem Kopf dem mythischen Tier ähnlich. Das altgriechische Wort βασιλίσκος basilískos bedeutet ursprünglich „kleiner König“, bezeichnet aber auch eine Eidechsen- oder Schlangenart.

## Arten

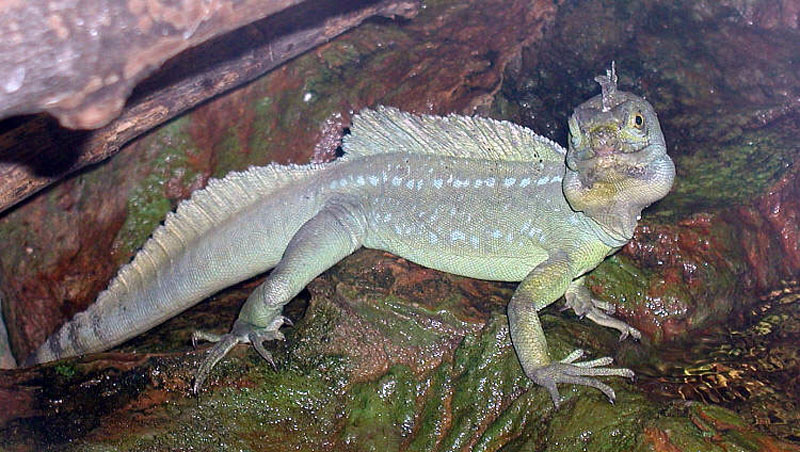
Stirnlappenbasilisk

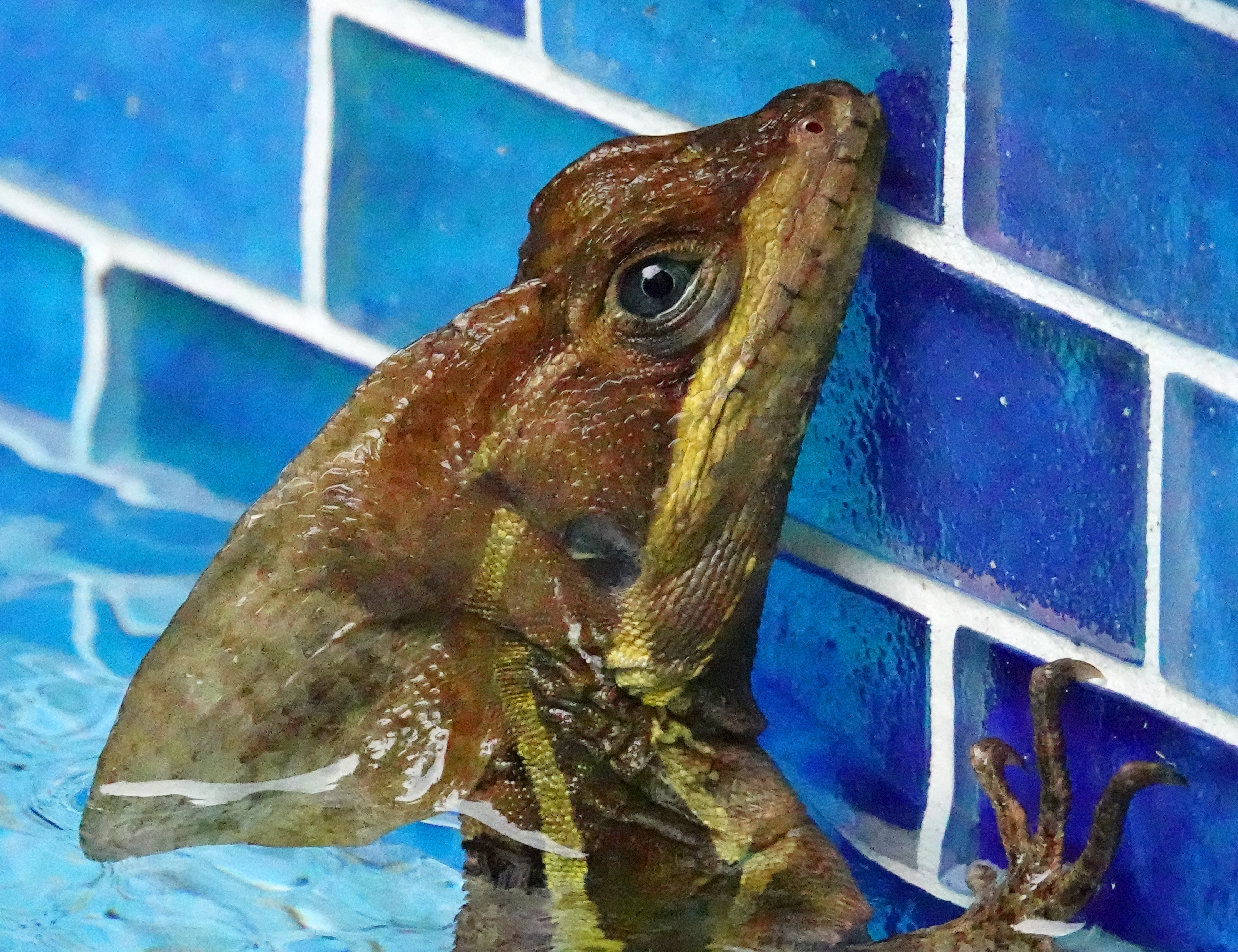
Ein Basilisk, der in einem Schwimmbecken in Florida vorgefunden wurde.

- Helmbasilisk – Basiliscus basiliscus (Linnaeus, 1758)
- Ecuadorbasilisk – Basiliscus galeritus Duméril, 1851
- Stirnlappenbasilisk – Basiliscus plumifrons Cope, 1876
- Streifenbasilisk – Basiliscus vittatus Wiegmann, 1828